# 张吾乐
张吾乐（1937年—），河北安新人。中华人民共和国政治人物。

## 生平
早年毕业于北京钢铁学院机械系，后留校任职。1983年，担任甘肃省兰州钢厂厂长。1985年，担任甘肃省副省长。1993年，升任代省长；次年任中共甘肃省委副书记、甘肃省省长。1997年，任中国有色金属工业总公司总经理。次年改国家有色金属工业局局长。